# Las Tablas, Delstaten Mexiko
Las Tablas är en ort i Mexiko.   Den ligger i kommunen Texcaltitlán och delstaten Mexiko, i den södra delen av landet, 100 km sydväst om huvudstaden Mexico City. Las Tablas ligger 2 680 meter över havet och antalet invånare är 307.
Terrängen runt Las Tablas är huvudsakligen kuperad, men västerut är den bergig. Terrängen runt Las Tablas sluttar västerut. Runt Las Tablas är det ganska tätbefolkat, med 67 invånare per kvadratkilometer. Närmaste större samhälle är Jesús del Monte, 17,5 km norr om Las Tablas. I omgivningarna runt Las Tablas växer huvudsakligen savannskog.